# Montecopiolo
Montecopiolo est une commune italienne de la province de Rimini dans la région Émilie-Romagne en Italie.
Le village fait partie du territoire historique du Montefeltro.
Le 25 mai 2021 le Sénat italien a approuvé définitivement la loi qui rattache les communes de Montecopiolo et Sassofeltrio à la province de Rimini, en Emilia-Romagna [5].  

## Administration
| Période                                  | Période | Identité | Étiquette | Qualité |
| ---------------------------------------- | ------- | -------- | --------- | ------- |
|                                          |         |          |           |         |
| Les données manquantes sont à compléter. |         |          |           |         |

### Communes limitrophes
Carpegna, Macerata Feltria, Maiolo, Monte Cerignone, Monte Grimano, Pennabilli, Pietrarubbia, San Leo